# Râul Kerulen
Râul Kerulen (Cherlen, mongol: Хэрулэн гол, Cherlen gol) sau Herlen He (chineză: 克鲁伦河) este cel mai lung fluviu din Mongolia și din Asia de Est.

## Cursul
Râul își are izvorul la ca. 180 km nord de Ulan Bator pe versantul sudic al munților Chentii, munți situați între lacul Baikal și Oceanul Arctic. Kerulen curge spre sud străbate orașul Choibalsan,  Platoul Mongol și stepele mongole pe o distanță de 1090 km, traversează granița chineză unde se varsă pe teritoriul autonom mongol în lacul Hulun Nur.
La ca. 45 de km de izvorul său izvorăște râul Onon.

### Kerulen-Argun-Amur
Numai în anii deosebit de ploioși, lacul Hulun Nur se revarsă în regiunea de nord făcând legătura cu râul Argun (lungime 944 km) aflat la o distanță de 30 de km. Astfel se relizează o legătură între râurile  Kerulen-Argun-Amur care însumează lungimea de  5052 km formând cel mai lung curs de apă din Asia Orientală.
1. ↑  Geographic Names Server, 11 iunie 2018